# Direction générale de l'Aménagement, du Logement et de la Nature
Ne doit pas être confondu avec la Direction générale de l'Alimentation (DGAL)
La direction générale de l'Aménagement, du Logement et de la Nature (ou DGALN) est une direction générale du ministère de la Transition écologique et solidaire français.
La DGALN a pour mission d'élaborer, d'animer et d'évaluer les politiques de l’urbanisme, de construction, du logement, des paysages, de la biodiversité, de l’eau, de la mer, du littoral et des substances minérales non énergétiques. La direction assure le secrétariat du Conseil national de la transaction et de la gestion immobilières (CNTGI) et du plan urbanisme, construction et architecture.
La DGALN comprend la direction de l'habitat, de l'urbanisme et des paysages (DHUP) et la direction de l'eau et de la biodiversité. Elle assure, via ces directions, la tutelle ou la cotutelle de plusieurs établissements publics : Grand Paris Aménagement, Établissement public d'aménagement Paris-Saclay, Société du Grand Paris, Agence nationale de contrôle du logement social (ANCOLS), Caisse de garantie du logement locatif social (CGLLS), Agence nationale de l'habitat (ANAH), Office français de la biodiversité (OFB), parcs nationaux, Office national des forêts (ONF), Muséum national d'histoire naturelle, Institut français de recherche pour l'exploitation de la mer (IFREMER)...